# Propedeutika
Propedeutika (řecky pró před, paideúein vyučovat) označuje předběžné vzdělávání, předběžná cvičení, předběžnou výuku či úvod do určité vědy. V klasické teorii vědy slouží propedeutika k uvedení do vědecké metodiky a vědeckého jazyka a také k celkovému vymezení předmětu studia a výchozích předpokladů a jeho cílů.
Uplatňuje se v různých oblastech.
- Za obecnou propedeutiku bývá považována logika.
- Specializované kurzy nabízené na vyšších stupních gymnázií bývají často považovány za propedeutiku vědeckého studia.
- Propedeutické semináře na univerzitách se zase snaží studentům zprostředkovat informace důležité pro jejich další studium.
- V souvislosti s jazyky se o propedeutice hovoří tehdy, pokud má učení se určitého jazyka příznivý vliv na rozvoj předpokladů pro následné učení dalších jazyků, či obecně na rozvoj dalších intelektových schopností studentů. Nejčastěji se v této oblasti hovoří o propedeutické hodnotě jazyka esperanto.
- Podobně v lékařství má pojem význam všeobecného úvodu se základními informacemi daného oboru, např. interní, chirurgická propedeutika.